# يوان شيكاي
كان يوان شيكاي (16 سبتمبر 1859- 6 يونيو 1916) جنرالًا وسياسيًا في الصين، شغل منصب الرئيس المؤقت الثاني ورئيس جمهورية الصين الرسمي الأول، ورئيس حكومة بييانغ من 1912 إلى 1916، وإمبراطور الصين من 1915 إلى 1916. كان يوان شخصية بارزة في أواخر عهد أسرة تشينغ، إذ قاد عددًا من برامج التحديث والإصلاح الكبرى وكان دوره مهمًا في ضمان تنازل الإمبراطور بوئي عن العرش في 1912، ما أدى إلى انتهاء حكم تشينغ والحكم الإمبراطوري في الصين.
وُلد يوان في عائلة ثرية من الهان في خنان، وبدأ عمله في جيش هواي. أُرسل إلى جوسون لقيادة حامية تشينغ في سيول وعُين مقيمًا إمبراطوريًا ومستشارًا أعلى للحكومة الكورية بعد إفشال انقلاب غابسن عام 1885. استُدعي إلى الصين قُبيل نشوب الحرب اليابانية الصينية الأولى، وتولى قيادة الجيش الجديد الأول، ما مهد الطريق لوصوله إلى السلطة. في 1898، تحالف يوان مع الإمبراطورة الأرملة تسيشي وساعد في إتمام إصلاحات الإمبراطور غوانغكشو التي دامت 100 يوم. رُقي إلى منصب نائب الملك في مقاطعة زيلي عام 1902، ووسع جيش بييانغ ليصبح القوة العسكرية الفعالة الأهم في الصين. أسهم في إصلاحات في أواخر عهد تشينغ تضمنت إلغاء الامتحان الإمبراطوري. بعد وفاة تشيسي في 1908، خرج من السلطة ونُفي، لكنه حافظ على ولاء جيش بييانغ وظل شخصية مؤثرة.
بعد اندلاع انتفاضة ووهان في أكتوبر 1911، استدعى بلاط تشينغ يوان وعيّنه رئيس وزراء الحكومة الإمبراطورية، في محاولة للحفاظ على السلطة في مواجهة القوات الثورية التي سيطرت على مقاطعات رئيسية. استخدم يوان منصبه بصفته قائد جيش بييانغ وانخرط في قتال قصير مع ثوار سون يات سين قبل بدء المفاوضات، تواسط في صفقة أدت إلى تنازل الإمبراطور الطفل بوئي عن العرش في بداية 1912، فانتهى بذلك الحكم الإمبراطوري الذي دام أكثر من ألفي عام. في المقابل، اختير يوان ليصبح رئيس جمهورية الصين الأول بعد تنحي سون طوعيًا لصالح يوان.
أدت رغبة يوان في إقامة سلطة ديكتاتورية إلى صراع مع الجمعية الوطنية وحزب كومينتانغ، ما أثار ثورة ثانية سُحقت سحقًا حاسمًا. حُظر حزب كومينتانغ وحُلت الجمعية الوطنية. في ديسمبر 1915، أعاد يوان النظام الملكي لترسيخ حكمه وسمّى نفسه إمبراطور هونغ شيان. قوبلت هذه الخطوة بمعارضة واسعة النطاق من الناس، والكثير من أقرب مؤيديه في جيش بييانغ، ومن الحكومات الأجنبية. ثار كثير من الحكام العسكريين والمقاطعات في تمرد مفتوح. في مارس 1916، تنازل يوان رسميًا عن العرش واستعاد الجمهورية، بعد 83 يومًا فقط من الحكم الإمبراطوري. توفي بسبب اليوريميا في يونيو وكان عمره 56 عامًا. ترك يوان حكومة ضعيفة وواقعًا سياسيًا مجزًا، ما أدخل الصين في فترة من حكم أمراء الحرب.

## بداية حياته
وُلد يوان شيكاي في 16 سبتمبر 1859 في قرية تشانغ ينغ التابعة لعشيرة يوان التي انتقلت 16 كيلومترًا جنوب شرق شيانغ تشنغ لتصبح في منطقة جبلية يسهل الدفاع عنها ضد قاطعي الطرق. بَنت عائلة يوان قرية يوان تشاي تسن المحصنة. كان يوان الرابع من ستة أبناء، تبناه شقيق والده الأصغر في 1866 حتى توفي 1873. نشأ يوان بعد ذلك في رعاية أعمامه الآخرين ثم عاد إلى شيانغ تشنغ في 1878. خلال تلك السنوات، عاش في مقاطعة شاندونغ ثم في نانجينغ وبكين. كانت عائلة يوان ثرية لذا تلقى يوان التعليم الكونفوشيوسي التقليدي حين كان شابًا، مارس يوان ركوب الخيل والصيد والملاكمة والترفيه مع الرفاق. أراد العمل في الخدمة المدنية، ولكنه رسب في الامتحانات الإمبراطورية مرتين، في 1876 و1879 ما دفعه إلى دخول السياسة من خلال الالتحاق بجيش هواي، مثلما فعل الكثير من أقربائه. بدأ عمله عندما اشترى لقبًا رسميًا صغيرًا عام 1880، وهو أسلوب ترقية كان شائعًا في أواخر عهد أسرة تشينغ.
بين عامي 1877 و1878 رافق يوان أحد أعمامه الذي أُرسل للمساعدة في الإغاثة بعد الجفاف في مقاطعة خنان، وأشاد المسؤولون في المنطقة بيوان لدوره في المساعدة في إدارة الاستجابة، ومعاقبة مختلسي أموال الإغاثة. في ذلك الوقت بدأ تعلم القيادة والسياسة، وأقام علاقات مع مسؤولين حكوميين كبار. بعد رؤية ظروف خنان بعد الكارثة الطبيعية التي حلت بها، كتب يوان أنه يريد تكريس نفسه «لخدمة البلاد». استعان يوان بعلاقات والده للسفر إلى تينغتشو، شاندونغ، وحصل على منصب في هيئة الأركان العسكرية لقائد الدفاعات الساحلية للمقاطعة، وو تشانغ تشينغ، في 1881. كان وو مدينًا لوالد يوان بالتبني، وعين معلمين لمساعدة يوان في الدراسة لاجتياز الامتحان الإمبراطوري. أراد يوان اجتياز الامتحان لكنه لم يستطع بسبب ذهابه إلى كوريا في 1882. في هذا الوقت تقريبًا، كان يوان جاهزًا للدفاع عن الصين ضد القوى الأجنبية. كان يوان مهتمًا بالتاريخ العسكري وفنون القتال لذا رغب في الانضمام إلى الجيش، ولكن أمله خاب عندما رأى قلة رواتب الجنود. تزوج يوان في 1876 من امرأة من عائلة يو أنجبت ابنه الأول كيدينغ، في 1878. تزوج من تسع نساء محظيات أخريات خلال حياته.

## سنوات في مملكة جوسون في كوريا
في بداية سبعينيات القرن التاسع عشر، كانت كوريا خاضعة لحكم سلالة جوسون في خضم صراعات بين الانفصاليين يقودهم والد الملك غوجونغ، هنغسون دايوونغون، والتقدميين بقيادة الإمبراطورة ميونغسونغ التي أرادت فتح التجارة. بعد إصلاح ميجي، تبنت اليابان سياسة خارجية عدوانية، ونافست الهيمنة الصينية على شبه الجزيرة. بموجب معاهدة اليابان مع جوسون التي وقعها الكوريون مُكرهين في 1876، سُمح لليابان بإرسال بعثات دبلوماسية إلى هانسونغ وفتحت مراكز تجارية في إنتشون وونسان. في أثناء الصراع الداخلي على السلطة في 1882 الذي أدى إلى نفي الملكة، أرسل نائب الملك في مقاطعة زيلي، لي هونغ تشانغ، 3000 فردًا من جيش هواي يقودهم وو تشانغ تشينغ إلى كوريا لاستعادة الاستقرار، وكانت تلك مهمة يوان العسكرية الأولى. تميز يوان في خدمته في هيئة أركان وو في كوريا، عسكريًا وإداريًا، وأوصى وو بترقيته إلى رتبة نائب حاكم. عُرف عن يوان فرض الانضباط الصارم بين القوات الصينية في كوريا. في ربيع 1884، بعد عودة وو إلى الصين، أصبح يوان قائد القوات الصينية. اقترح الملك الكوري تدريب بعض من قواته على يد الصينيين، فكُلف يوان شيكاي بتدريب الحرس الملكي الكوري، وتولى رئاسة قيادة حرس العاصمة الجديدة.
عززت السيادة الصينية في كوريا الانقسام بين التقدميين الكوريين المؤيدين لليابان والمحافظين المؤيدين للصين. في ديسمبر 1884، حاول التقدميون تشكيل حكومة جديدة بدعم ياباني خلال انقلاب غابسن، وطلب المحافظون بقيادة الملكة مين المساعدة من الحامية الصينية. قاد يوان قواته وهزم اليابانيين الذين كانوا أقل عددًا وأعاد الملك غوجونغ إلى السلطة. أثبت يوان البالغ من العمر 26 عامًا أنه قائد محنك، ولذلك منحه نائب الملك لي هونغ تشانغ دورًا حاسمًا في جهود استعادة السيطرة الصينية على كوريا. في أكتوبر 1885، عُين يوان مقيمًا إمبراطوريًا صينيًا في كوريا من قبل لي، مستعيدًا بذلك تقليدًا من سلالة يوان المغولية. أمضى يوان شيكاي السنوات التسع التالية في هذا المنصب تجاوز خلالها القانون. أنهى أي محاولات إصلاحية، وغيّر تركيبة الحكومة الكورية، وسعى إلى الحد من أي نفوذ أجنبي آخر، وخاصة الياباني. تحالف يوان مع أوليغارشية مين الفاسدة، ووصف المؤرخون حكمه في كوريا بأنه «عصر مظلم». أثار سلوكه وحكمه عداءً شديدًا من الكوريين ضدّه وضد الصين. وخلال تلك السنوات، تمكنت الصين من الحفاظ على سيطرتها على كوريا والحد من النفوذ الياباني والروسي. أراد يوان عزل غوجونغ عن العرش مرات متعددة، ولكن لي هونغ تشانغ منعه من ذلك.

## روابط خارجية
- يوان شيكاي على موقع الموسوعة البريطانية (الإنجليزية)